# Jovan Jovanović (cầu thủ bóng đá)
 Jovan Jovanović  (Јован Јовановић; sinh ngày 2 tháng 10 năm 1985 ở Leskovac) là một cầu thủ bóng đá Serbia, thi đấu cho Radnik Surdulica. Anh có biệt danh Zmaj giống nhà thơ Serbia Jovan Jovanović Zmaj.

## Danh hiệu
Radnik Surdulica
- Hạng nhất Serbia: 2015